# الربادة (حزم العدين)

تعديل مصدري - تعديل

الربادة هي إحدى قرى عزلة بني اسعد بمديرية حزم العدين التابعة لمحافظة إب، بلغ تعداد سكانها 155 نسمة حسب تعداد اليمن لعام 2004.